# Atomkerne
Et grundstofs atom består af en kerne, atomkernen - og en kappe, der udgøres af elektronskaller - og kaldes atomets elektronsky. En atomkerne er også kendt som en nuklid.

## Uddybende beskrivelse
Atomets positivt ladede partikler, protoner, ligger i kernen. Sammen med protonerne er neutroner, som er neutrale. Uden på kernen er kappen, hvor atomets negative ladede partikler, elektroner i elektronskaller, forholder sig (i form af stående bølger). Antallet af protoner og elektroner vil som udgangspunkt være det samme i et atom, som derfor vil være neutralt ladet. Protoner og neutroner kaldes tilsammen nukleoner, og de udgør kernestoffet. Kernens udstrækning er lille (af størrelsesorden 10-14 m) i forhold til atomets (af størrelsesorden 10-10 m), men alligevel er næsten alt atomets masse koncentreret i kernen. Det skyldes at en nukleon vejer knap 2.000 gange så meget som en elektron.

## Atomkernen, grundstoffer og isotoper
Antallet af protoner i en kerne fastlægger grundstoffet, mens antallet af neutroner bestemmer, hvilken isotop af det pågældende grundstof, der er tale om. Alkymisternes gamle drøm, om at omdanne bly til guld ad kemiske veje, var således dømt til at mislykkes. Grundstofomdannelse forudsætter kerneomdannelse, men kemiske reaktioner involverer alene elektronerne i kappen. I vore dage er det faktisk muligt at skabe guld, af lettere kerner ved neutronbeskydning – herved eftergøres de kerneprocesser, som forløber under en supernova – men udgiften overstiger langt udbyttet.

## Atomkernen, (u)stabilitet og spin
Kernen bindes sammen af den stærke kernekraft, som virker mellem kvarker. Bindingsenergien per nukleon er bestemmende for, hvor stabil kernen er. De mest stabile kerner er isotoper af jern, nikkel og kobolt. I store kerner formår den kortrækkende stærke kernekraft, ikke at overvinde den langtrækkende elektriske frastødning mellem protonerne, og kernerne bliver derfor ustabile; de henfalder, dvs. at kernerne omdannes til mere stabile kerner, under udsendelse af ioniserende stråling, og processen kaldes derfor radioaktivitet. En oversigt over stabile kerner, ustabile kerner og deres henfaldsmåde, kaldes et kernekort eller et isotopkort.
Nukleoner er ligesom elektroner udstyret med et indre impulsmoment, som kaldes et spin. I grundtilstanden afgøres kernens spin alene af, hvor mange protoner og neutroner den indeholder. Analogt til excitation af atomer kan man anslå kerner, dvs. hensætte dem i en spintilstand med højere energi end i grundtilstanden. Kernerne skaffer sig efterfølgende af med overskudsenergien, ved at udsende gammastråling. Pga. spinnet bærer de fleste kerner tilfælde endvidere et magnetisk moment, og de kan derfor vekselvirke med et ydre magnetfelt, hvilket bl.a. udnyttes ved NMR-skanning. 

## Opdagelsen af atomkernen
Ernest Rutherford påviste eksistensen af atomkerner i 1911, ved at beskyde et guldfolie med alfapartikler. Forekomsten af tilbagespredte alfapartikler blev tydet således, at atomets positive ladning måtte være koncentreret i et område – kernen – af meget lille udstrækning i forhold til atomets radius. Denne opdagelse blev startskuddet på kernefysikken, som bragte menneskeheden såvel kernevåben som kernekraft.